# Condado de Darlington (Carolina do Sul)
O Condado de Darlington é um dos 46 condados do Estado americano da Carolina do Sul. A sede do condado é Darlington, e sua maior cidade é Darlington. O condado possui uma área de 1 468 km² (dos quais 15 km² estão cobertos por água), uma população de 67 394 habitantes, e uma densidade populacional de 20 hab/km² (segundo o censo nacional de 2000). O condado foi fundado em 1798.